# サンクトペテルブルク国立交響楽団《クラシカ》
サンクトペテルブルク国立交響楽団《クラシカ》(ロシア語: Государственный Санкт-Петербургский симфонический оркестр «Классика»、英語: Saint Petersburg State Symphony Orchestra Classica)は、サンクトペテルブルクを拠点とするロシアのオーケストラ。

## 概要
1988年にレニングラード出身の指揮者アレクサンドル・カントロフが結成した室内管弦楽団「クラシカ」を前身とする。メンバーのほとんどがレニングラード音楽院の卒業生であった。このアンサンブルは人気を博し、結成後ほどなく交響楽団へと発展した。1989年、1990年にアメリカ合衆国、カナダ、ユーゴスラビアへの演奏旅行を行い、いずれも成功裡に終わらせた。活動が認められ、1992年1月には国立組織となっている。芸術監督兼首席指揮者は、設立以来一貫してカントロフが務める。これまでにアメリカのメイン州政府、プラシド・ドミンゴなどから感謝状を贈られており、定期演奏会をショスタコーヴィチ記念サンクトペテルブルク・フィルハーモニア音楽協会大ホールで行うほか、同協会小ホールでのシリーズ、ゲルツェン記念ロシア国立教育大学での学生向け演奏会など活発な演奏活動を行っている。日本では1993年、1996年に「レニングラード管弦楽団」名義で公演を行った。